# Ephydroidea
Ephydroidea Hendel, 1820, è una superfamiglia di insetti dell'ordine dei Ditteri (Brachycera: Cyclorrhapha: Acalyptratae).

## Sistematica
Il raggruppamento si suddivide in sei famiglie:
- Camillidae
- Campichoetidae
- Curtonotidae
- Diastatidae
- Drosophilidae
- Ephydridae